# SharePoint
是微软制作的一款用于Windows Server的群組軟體，它提供基本的门户网站和企业内网功能。它包括由Web部件（由ASP.NET开发）组成的叫作Web部件页面的门户页面、团队站点、文档库以及项目子站点，带有版本控制的文档存储空间、以及基本的搜索功能。它的前端是一个运行于Internet Information Services 6.0之上的ASP.NET网站，后端由SQL Server或者MSDE来存储数据。
Windows SharePoint Services同时也是Microsoft Office SharePoint Portal Server和Microsoft Office Project Server的基础。Office SharePoint Portal Server是Windows SharePoint Services的企业版，并不像WSS一样是免费的。
利用Windows SharePoint Services的Knowledgebase Template，再配合SharePoint自身的文档管理和搜索引擎等功能，可以构建企业的知识管理系统。
现如今，Microsoft将Sharepoint并入Microsoft 365企业版中，作为一项云服务运营。

## 版本
- 第一版，叫作SharePoint Team Services（通常缩写为STS），是和Office XP同时发布的，当时是Microsoft FrontPage的一部分。STS可以运行在Windows 2000 Server和Windows XP平台上。它和SharePoint Portal Server 2001的唯一相同之处是一些共用的图片和样式。

- Windows SharePoint Services 2.0的市场定位是对SharePoint Team Services的升级，但实际上它是一个完全重新设计的应用软件。最关键的不同之处是文件存储方式的差异，这一差异使它们成为两个完全不同的产品。SharePoint Team Services使用常见的文件存储方式来存储文档，而只把文件metadata存放在数据库里。而Windows SharePoint Services 2.0把文档本身和文档属性都存放在数据库里，并且在文档库里支持基本的文档版本管理。这一版本功能在STS里是没有的。WSS的Service Pack 2增加对SQL Server 2005的支持，并且使用.NET Framework 2.0。

- Windows SharePoint Services 3.0是在2006年11月16日发布的，作为Microsoft Office 2007和Windows Server "Longhorn"的一部分。它包含许多新特性，比如支持手机页面、RSS、wiki和博客，支持第三方浏览器，以及改良许多的浏览功能。WSS 3.0是构建在.NET Framework 3.0之上的，它可以使用Windows Workflow Foundation，这是.NET Framework 3.0（曾用名WinFX）的一个组件。

- SharePoint Server 2010 有以下四个版本：

- SharePoint Server 2010 企业版客户端访问许可证功能

适用于期望扩展业务协作平台以便支持高级方案的组织。利用 SharePoint 的企业版功能充分与业务范围之外的应用程序、Web 服务以及 Microsoft Office 客户端应用程序进行相互协作；借助丰富的可视化数据、仪表板以及高级分析功能作出更加明智的决策；构建稳定的形式和以工作流为基础的解决方案。
- SharePoint Server 2010 for Internet Sites（企业版）

适用于期望利用 SharePoint 的全部企业功能来创建面向客户的公共网站以及专用外联网的组织。此版本能够提供 SharePoint Enterprise 的全部功能，不受任何技术限制。
- SharePoint Server 2010 标准版客户端访问许可功能

适用于期望部署覆盖各种内容的业务协作平台的组织。使用 SharePoint 的核心功能来管理内容和业务流程，查找和分享信息和专业经验，并简化不同组织中人员的协作方式。
- SharePoint Server 2010 for Internet Sites（标准版）

适用于期望利用 SharePoint Server 2010 标准版功能来创建公共 Internet 网站以及基本外联网的中小型组织。

## SharePoint资源
SharePoint资源包含一些工具可以让个人和组织扩展他们的知识，解决问题或者改善SharePoint的用户体验。使用最广泛的资源包括Web部件，面向SharePoint的blog，在线出版物，目录以及Sharepoint贸易展等。
SharePoint本身是微软产品家族的一部分，它可被分成Windows SharePoint Services 及 Microsoft Office SharePoint Portal Server這两条主要的产品线。
Windows SharePoint Services (WSS)是SharePoint的最基本产品，它是完全免费的。它已在世界范围内的商业团体所采用，因为它与生俱来的能力可以推动不同的商业团体包括合作伙伴、客户以及供应商之间的协作。WSS使用户能够创建可被整个组织访问的工作站点。
Microsoft Office SharePoint Portal Server 2003是SharePoint的企业版 （最少购买5个许可），是按照对WSS的升级来设计的。SPS 2003是一个门户网站，它使得用户可以根据业务流程联系到其他用户，小组以及信息。SharePoint Portal Server 2003依赖Windows SharePoint Services提供基本的网站空间和文档存储功能，但对它进行功能上的扩展，包括浏览，搜索，应用集成以及个人空间。
Microsoft Office SharePoint Server 2007的Beta測試版於2006年夏季推出，Office 12套件的完整版在年底發布。 SharePoint Server 2007包含许多新功能，例如RSS、wiki、weblog和改善的站点浏览。